# 阿爾卑西亞越野和冬季兩項中心
阿爾卑西亞越野中心（韓語：알펜시아 크로스컨트리 센터）和阿爾卑西亞冬季兩項中心（韓語：알펜시아 바이애슬론 센터）是位於韓國江原道平昌郡大關嶺面阿爾卑西亞度假村的體育場館。它們分別用於越野滑雪和冬季兩項。兩個場地的各個觀眾席是連續的而且外觀相似。它們毗鄰滑雪跳台場地。在非冬季，場地轉作為阿爾卑西亞700高爾夫球場。

## 歷史
該場館最初是在1995年12月完成。命名為江原道北歐式滑雪場。1999年亞洲冬季運動會越野滑雪和冬季兩項比賽於此舉行。
阿爾卑西亞度假村成立後，場館在整修後成為度假村的一部分。2013年世界冬季特殊奧林匹克運動會越野滑雪和雪鞋比賽於此舉行。2018年冬季奧林匹克運動會冬季兩項、越野滑雪和北歐混合式滑雪比賽都將於此舉行。為了冬季奧運它們分別被命名為阿爾卑西亞越野中心和阿爾卑西亞冬季兩項中心。